# Par prezidentālu republiku
Par prezidentālu republiku (PPR; deutsch Für eine präsidentale Republik) ist eine 2010 gegründete politische Partei in Lettland. Vorsitzender ist Einars Grigors.

## Geschichte
Der Gründungskongress fand am 27. März 2010 in der Kleinen Gilde in Riga statt. Der größte Teil der Parteimitglieder bestand aus Unternehmern.
Bei den Wahlen zur 10. Saeima kandidierten einige ehemalige Abgeordnete für die Partei. Das Wahlergebnis von 0,74 % der Wählerstimmen reichte allerdings nicht, um ins Parlament zu gelangen (5 %-Hürde). Auch drei Kommunalwahlen und die Parlamentswahl 2011, bei denen die Partei antrat, brachten keinen Erfolg.

## Programm
Die Partei tritt für eine Stärkung der Macht des Staatspräsidenten sowie dessen Wahl durch das Volk anstatt durch das Parlament ein. Die Anzahl der Abgeordneten soll verringert werden.

## Weblink
- Offizielle Website